# Бериллийникель
Бериллийникель — интерметаллид никеля и бериллия с формулой BeNi, серебристо-серые кристаллы.

## Получение
- Сплавление стехиометрических количеств чистых веществ:

{\displaystyle {\mathsf {Ni+Be\ {\xrightarrow {1472^{o}C}}\ NiBe}}}

## Физические свойства
Бериллийникель обладает большой областью гомогенности (48,4÷60 ат.% Be) и образует серебристо-серые кристаллы
кубической сингонии,
пространственная группа P m3m,
параметры ячейки a = 0,2604÷0,2631 нм, Z = 1 в зависимости от состава,
структура типа хлорида цезия CsCl.

## Применение
- Компонент разнообразных сплавов[3].